# Ondrašovce
Ondrašovce est un village de Slovaquie situé dans la région de Prešov.

## Histoire
Première mention écrite du village en 1427.

## Démographie

### Évolution de la population
| Année:               | 1994. | 2004.   | 2014.   | 2024.   |
| -------------------- | ----- | ------- | ------- | ------- |
| Nombre de personnes: | 60    | 64      | 58      | 59      |
| Différence:          |       | +6,66 % | -9,37 % | +1,72 % |

| Année:               | 2023. | 2024.   |
| -------------------- | ----- | ------- |
| Nombre de personnes: | 62    | 59      |
| Différence:          |       | -4,83 % |